# Stomiopera
Stomiopera is een geslacht van zangvogels uit de familie honingeters (Meliphagidae).

## Soorten
De volgende soorten zijn bij het geslacht ingedeeld:
- Stomiopera flava – Citroenhoningeter
- Stomiopera unicolor – Witsnavelhoningeter